# Yordanis Borrero
Yordanis Borrero Lamouth, né le 3 janvier 1978 à La Havane, est un haltérophile cubain.

## Biographie
Il remporte deux fois une médaille d'or aux Jeux panaméricains (2003 et 2007). Il représente Cuba aux Jeux olympiques d'été de 2008 à Pékin, en Chine, et remporte la médaille de bronze dans la catégorie des moins de 69 kg.